# Franz Rotter (Ingenieur)
Franz Rotter (* 30. Juli 1957 in Zeltweg) ist ein österreichischer Wirtschaftsmanager.

## Leben
Rotter studierte zunächst Montanmaschinenwesen an der Montanuniversität Leoben. Nach einem beruflichen Werdegang in der Voestalpine-Gruppe als Konstrukteur übernahm er 1986 die Produktionsleitung des Bereiches Eisenbahnsysteme und 1989 die Leitung des Technikbereichs der Division Bergtechnik. Nachdem 1990 die Voestalpine Bergtechnik GmbH eine eigenständige Gesellschaft wurde, war er zunächst stellvertretendes Mitglied der Geschäftsführung und ab 1992 deren Sprecher. Nach der Privatisierung des Unternehmens im Wege eines Verkaufes an das US-Unternehmen Tamrock (heute Sandvik) schied er Ende 1996 aus dem Unternehmen aus.
1997 wurde Mitglied des Vorstandes der Iso-Holding AG für den Bereich Technik und übernahm 1998 den Vorstandsvorsitz der Austria Antriebstechnik AG (ATB) mit Hauptsitz in Spielberg und der ATB Antriebstechnik AG, mit Hauptsitz Welzheim in Deutschland.
Nachdem er im Jahr 2000 in die Geschäftsführung der Aluminium Ranshofen Walzwerk Ges.m.b.H. wechselte, wurde er 2002 Sprecher der Geschäftsführung der AMAG rolling GmbH und Vorstandsmitglied der Austria Metall AG sowie ab 2005 deren Chief Operating Officer (COO). 2007 kam er zur Böhler-Uddeholm AG und wurde Vorstandsmitglied.
Nach der vollständigen Übernahme der Böhler-Uddeholm durch die Voestalpine AG wurde die Böhler-Uddeholm zur Abteilung „Spezialstähle“ der Voestalpine Edelstahl GmbH, deren Leiter Rotter wurde.
Seit 1. Jänner 2011 ist er Vorstandsmitglied der Voestalpine AG und Leiter der Abteilung „Spezialstähle“.

## Privat
Franz Rotter ist verheiratet und hat zwei erwachsene Kinder.

## Ehrungen und Auszeichnungen
- 2014: Aufnahme in die Bruderschaft von Santa Maria dell’Anima ("Animabruderschaft")
- 2024: Großes Ehrenzeichen des Landes Steiermark[5]